# Johnny Warren
John Norman Warren, noto come Johnny Warren (Sydney, 17 maggio 1943 – Sydney, 6 novembre 2004), è stato un allenatore di calcio e calciatore australiano, di ruolo centrocampista.
Era soprannominato Captain Socceroo; in suo onore, il premio per il miglior calciatore dell'A-League porta il nome di Johnny Warren Medal.